# Communauté de communes de la Marche occitane
La communauté de communes de la Marche occitane (CCMO) est une ancienne communauté de communes française, située dans le département de l'Indre, en région Centre-Val de Loire. Elle a fusionné avec la communauté de communes du Val d'Anglin pour former la communauté de communes Marche Occitane - Val d'Anglin le 1er janvier 2013.

## Histoire
- 16 décembre 2008 : création de la communauté de communes.
- 31 décembre 2012 : disparition de la communauté de communes.

## Territoire communautaire

### Composition
| Saint-Benoît-du-Sault (siège) |
| Beaulieu                      |
| Bonneuil                      |
| Chaillac                      |
| La Châtre-Langlin             |
| Dunet                         |
| Mouhet                        |
| Parnac                        |
| Roussines                     |
| Saint-Gilles                  |

### Démographie
| 2008  | 2009  | 2010  | 2011  | 2012  |
| ----- | ----- | ----- | ----- | ----- |
| 4 202 | 4 145 | 4 105 | 4 050 | 4 050 |

## Administration

### Liste des présidents
| Période          | Période  | Identité         | Étiquette | Qualité            |
| ---------------- | -------- | ---------------- | --------- | ------------------ |
| 16 décembre 2008 | En cours | Philippe Gourlay | PS        | Maire de Roussines |

### Compétences
Les compétences de la communauté de communes étaient :
- l'aménagement de l'espace ;
- le développement et l'aménagement économique ;
- le développement et l'aménagement social et culturel ;
- l'environnement ;
- le logement et l'habitat ;
- la voirie.